# Чернавское сельское поселение (Воронежская область)
Чернавское се́льское поселе́ние — муниципальное образование в Панинском районе Воронежской области Российской Федерации.
Административный центр — село Чернавка.

## История
Законом Воронежской области от 13 апреля 2015 года № 42-ОЗ, Красноновское и Чернавское сельские поселения преобразованы, путём объединения, в Чернавское сельское поселение с административным центром в селе Чернавка.

## Население
| 2000 | 2005 | 2010 | 2012 | 2013 | 2014 | 2015 |
| ---- | ---- | ---- | ---- | ---- | ---- | ---- |
| 770  | ↘661 | ↘616 | ↘592 | ↘580 | ↘570 | ↘563 |
| 2016 | 2017 | 2018 |      |      |      |      |
| ↗685 | ↘661 | ↘644 |      |      |      |      |

## Состав сельского поселения
| № | Населённый пункт  | Тип населённого пункта       | Население |
| - | ----------------- | ---------------------------- | --------- |
| 1 | Александровка 2-я | село                         | ↘7        |
| 2 | Алексеевка        | посёлок                      | →19       |
| 3 | Новопокровка      | посёлок                      | ↘8        |
| 4 | Чернавка          | село, административный центр | ↘563      |
| 5 | Щербачёвка        | посёлок                      | ↘181      |